# Lex Delles
Lex Delles (ur. 28 listopada 1984 w Mondorf-les-Bains) – luksemburski polityk i samorządowiec, parlamentarzysta, od 2018 minister, w latach 2022–2025 przewodniczący Partii Demokratycznej.

## Życiorys
Studiował prawo na Uniwersytecie Luksemburskim, ukończył nauki o edukacji w Haute École Robert Schuman w Virton. Pracował jako nauczyciel w szkole podstawowej w Lenningen.
Zaangażował się w działalność polityczną w ramach Partii Demokratycznej. W 2011 został członkiem władz miejskich w Mondorf-les-Bains, a w 2014 objął stanowisko burmistrza tej miejscowości. W 2013 został wybrany na posła do Izby Deputowanych. Z powodzeniem ubiegał się o poselską reelekcję w 2018 i 2023.
W grudniu 2018 w nowym rządzie Xaviera Bettela objął stanowiska ministra klasy średniej oraz ministra turystyki. W czerwcu 2022 zastąpił Corinne Cahen na funkcji przewodniczącego Partii Demokratycznej. W listopadzie 2023 został ministrem gospodarki, małych i średnich przedsiębiorstw, energii i turystyki w gabinecie Luca Friedena. Na czele partii stał do kwietnia 2025, kiedy to na jej czele stanęła Carole Hartmann.